# Jean-Jacques Mercier
Ne doit pas être confondu avec son fils, Jean-Jacques Mercier-de Molin (quatrième du nom).
Jean-Jacques Mercier, né le 15 septembre 1826 à Lausanne et mort le 30 mars 1903, est un tanneur et homme d'affaires vaudois.

## Biographie
Issu d'une famille de tanneurs installée à Lausanne depuis 1743, Jean-Jacques Mercier (troisième du nom), commence sa carrière au sein de l'entreprise familiale. Il s'allie par mariage au cercle des anciennes familles lausannoises, à une époque où le mélange des milieux est rare. Très engagé dans la vie politique, il est membre du conseil communal de Lausanne entre 1866 et 1879 et participe à l'élaboration de la Constitution du canton de Vaud.
La carrière de cet homme d'affaires se distingue de celles de ses contemporains par la diversité de ses activités, et par l'empreinte qu'il a laissée sur la ville de Lausanne. Son esprit d'entreprise s'est tout d'abord exprimé dans le cadre de l'activité familiale : l'industrie du cuir. Tanneur pendant quarante-trois ans, Jean-Jacques Mercier passe pour avoir été aussi bon vendeur que fabricant : c'est sous sa direction que la tannerie familiale ouverte en 1740 connut son expansion maximale, devenant un des fleurons de l'industrie vaudoise pendant la deuxième moitié du XIXe siècle. La tannerie fait fortune sur les marchés anglais et américain – sa renommée est assurée depuis que ses cuirs ont remporté le Grand prix de l'Exposition universelle de 1889 à Paris. Mais le protectionnisme américain de la fin du siècle la ruinera et la tannerie est liquidée en 1898. Mercier se tourne alors vers l'immobilier, l'hôtellerie, les transports, des participations financières à des entreprises industrielles, etc.
Principal promoteur du métro reliant la gare de Lausanne au port d'Ouchy en 1877, il profite de la terre excavée durant les travaux pour combler la vallée du Flon (en plein cœur de la ville) et en faire un énorme terrain capable d'accueillir de nouveaux bâtiments. Il peut ainsi rapidement y construire une gare et mettre sur pied une société d'entrepôts. En 1884, il achète à l'État le château d'Ouchy, ancienne résidence des évêques dont il ne reste qu'une tour en ruine. Après un réaménagement du terrain, il fait transformer par l'architecte Francis Isoz le château en hôtel, dont les travaux sont achevés en 1893 (et qui existe toujours sous le nom de château d'Ouchy). À la même époque, Francis Isoz construit la Maison Mercier au Grand-Chêne, le premier « building » lausannois.
Puissant, l'entrepreneur a des relations difficiles avec Lausanne : sa mainmise sur les eaux du lac de Bret qui fournissent l'énergie du Lausanne-Ouchy et que Mercier veut vendre aussi comme eau potable suscite la colère de la municipalité et de ses services industriels. Mercier ne pourra pas vendre son eau à Lausanne qui la dénonce comme impure à la consommation, mais il la vendra à la ville de Morges. En outre, Jean-Jacques Mercier s'oppose à la nouvelle loi fiscale qu'il estime dirigée contre l'industrie et les villes – impôt progressif établi en 1885 qui frappe les contribuables les plus riches, transformant le Canton en « une sorte de république de paysans où les Messieurs sont considérés un peu comme les Juifs l'étaient au Moyen Âge », selon Aloys de Molin. L'opposition de Jean-Jacques Mercier est « radicale » : il pratique l'expatriation fiscale comme mesure d'intimidation, quittant Lausanne pour Rome en 1886, puis s'établissant à Nice où il vit de 1888 à 1903. S'il paie désormais ses impôts à Nice, il garde un œil sur ses affaires lausannoises gérées par son fils, Jean-Jacques Mercier-de Molin. C'est à Nice qu'il décède le 30 mars 1903.